# DL Incognito
DL Incognito, pseudonimo di Olivier Nestor (Ottawa, ...), è un beatmaker e rapper canadese, di discendenza haitiana.
Ha iniziato la propria carriera nel 1998 assumendo questo pseudonimo che significa Deliverying Lyrics on the Low. Il suo album del 2004, Life's a Collection of Experiences, ha ricevuto l'anno successivo la nomination al Juno Award come  Best Rap Recording.
Il successivo disco Organic Music for a Digital World pubblicato il 20 giugno 2006 dalla Urbnet Records è stato anch'esso nominato nel 2007 per la medesima categoria. L'artista canadese ha poi avviato anche una propria etichetta discografica, Nine Planets Hip Hop, ed ha come manager il proprio gemello Nick. I suoi dischi sono pubblicati nel Regno Unito dalla Wolftown Recordings. DL è stato un forte supporter della linea di abbigliamento LRG clothing prima di lasciara a beneficio della Scifen.
In diversi componimenti del rapper di Ottawa sono presenti fatti personali come la perdita della propria madre, quest'ultimo è argomento più volte ripreso nei suoi lavori:
- Sulla traccia "The Ending" dal disco Life's A Collection of Experience DL rappa "If I never really make it mom it ain't your fault you gave me everything"
- Nel primo brano "Welcome" dal disco The Organic Music for a Digital World DL rappa 'While I was fightin' for radio spins,  my mother was fighting a battle she couldn't win, found the strength within, then I lost her to cancer, there's your answer if you ask me where the promos been.'
- "Make A Difference" (sempre dall'album del 2006) contiene il verso "And when I go I'll finally see my mommy again, Miss you mommy twenty four seven".
- In "Live In My Element" (idem) DL rappa 'My brother has my mother's tattoo upon his arm, a portrait of her so life like I, can feel her charm, We will always remember, through us you will live on.'
- In "Reality Bites" (idem) DL rappa 'Raise your kids, my mother did, struggled for abit, plus she raised her twins, strong black woman rest in peace mom I love ya.'

DL Incognito ha annunciato il 23 marzo 2007 in uno spettacolo alla Carleton University che il suo quarto album sarà intitolato A Moment Captured In Time mentre la data di pubblicazione non è stata ancora stabilita, tuttavia il rapper ha offerto un assaggio dell'album con il singolo intitolato "Catch 22".

## Discografia
- 2002, 23 luglio: A Sample and a Drum Machine (Nine Planets Hip Hop)
- 2004, 23 novembre: Life's A Collection Of Experiences (Nine Planets Hip Hop)
- 2006, 20 giugno: Organic Music For A Digital World (Nine Planets Hip Hop